# Delphinus (állatnem)
A Delphinus az emlősök (Mammalia) osztályának párosujjú patások (Artiodactyla) rendjébe, ezen belül a delfinfélék (Delphinidae) családjába tartozó nem.
Családjának a típusneme.

## Rendszerezés
A nembe az alábbi 2 élő faj és 1 fosszilis faj tartozik:
- fokföldi delfin (Delphinus capensis) Gray, 1828
- közönséges delfin (Delphinus delphis) Linnaeus, 1758 - típusfaj
- †Delphinus domeykoi

Az 1990-es évek közepéig a rendszertannal foglalkozó tudósok csak egy fajt fogadtak el a Delphinus nemen belül, a Delphinus delphis-t. A mai tudósok már két fajt tartanak számon, a közönséges delfint (Delphinus delphis) és a fokföldi delfint (Delphinus capensis), korábban egyes vizsgálatok egy harmadik fajt is mutattak, az arábiai delfint (Delphinus tropicalis), amelynek igen hosszú a „csőre” és az Indiai-óceánban, valamint a Vörös-tengerben él; azonban manapság már tudjuk, hogy az „arábiai delfin” nem egyéb mint egy regionális változata a fokföldi delfinnek. A Delphinus nembe tartozó állatok, még ugyanabban a fajban levők is, nagy méret, alak és szín változatosságot mutatnak.
Habár a közönséges delfin nevében benne van a „közönséges” szó, nem ez a delfinfaj a legismertebb, hanem a palackorrú delfin (Tursiops truncatus), amelyet a leggyakrabban tartanak a delfináriumokban és szereplője a „Flipper” című TV-filmsorozatnak. 

## Viselkedésük
A Delphinus-fajok általában 10-50 fős rajokban járnak, de gyakran több raj összeáll és így 100-2000 fős csoportok is létre jöhetnek. A csoportban az állatok nagyon aktívak, gyakran ki - ki szöknek a vízből vagy farkukkal csapják a víz felszínét. A Delphinus-fajok a leggyorsabb cetek közé tartoznak, csúcssebességük meghaladhatja a 40 km/h is.
E nem fajai egyéb cetfajokkal is társulnak, amikor halrajokra vadásznak, például a sárgaúszójú tonhalra (Thunnus albacares). A Csendes-óceán keleti részén a Globicephala-fajokkal utaznak együtt. A tudósok gyanítják, hogy ezek a delfinfélék, épp úgy ahogy kihasználják, a nagy hajók orrvizét, a nagyobb cetfélék orrvizét is hasonlóan kihasználják.
A vemhesség 11 hónapig tart. A kis delfin az anyjával marad 1-3 évig. Az ivarérettséget 5 évesen érik el, és 20-25 évig élnek. De ezek az adatok nem mindegyik állományban egyformák.

## Védelmük
A Delphinus-fajokat számos emberi tevékenység fenyegeti. Egyes delfin állományokban fémmérgezést figyeltek meg. Peru partjainál ezeket az állatokat emberi fogyasztásra vagy cápa csalinak vadásszák. A Föld legnagyobb részén nem vadásznak rájuk akarattal. Évente több ezer delfin belegabalyodik a halászhálókba. Az 1960-as évekig a Földközi-tenger nyugati részén sok Delphinus élt, de azóta számuk erősen megcsappant; valószínű az egyre nagyobb emberi tevékenység miatt. Habár a tengereket mérgezik és a delfinek a halászhálókba gabalyodnak, a Delphinus-fajok az elterjedési területeiken még elég gyakoriak. A Természetvédelmi Világszövetség (IUCN) vörös listája szerint a közönséges delfin nem fenyegetett, míg a fokföldi delfin Adathiányos.

## Fogságban
E fajokat nemigen tartják fogságban. Kalifornia partjainál legalább három esetben mentettek meg partra sodort delfineket. A megmentett delfineket a San Diegó-i SeaWorld tengeri akváriumba (szórakoztatóparkba) vitték, ahol az állatok felépültek, de az óceánba már nem vitték vissza, hanem ugyanabba a medencébe tették őket, amelyben a palackorrú delfinek voltak. Az egyik hím közönséges delfin megtermékenyített 4 fokföldi delfin nőstényt, így négy hibrid delfin született a parkban. A két életben maradt hibridből az egyiket megtartotta a SeaWorld, a másikat átadták a floridai Discovery Cove akváriumnak. A SeaWorldnál a hibrid állat palackorrú delfinekkel és Globicephala-fajokkal tartott előadásokat.
A SeaWorld-i Delphinus-okon kívül, a világon még legalább 90 állatot fogtak ki és tartanak fogságban. A vadonból kifogott állatok tartása igen nehéz.

### Fordítás
- Ez a szócikk részben vagy egészben  a   Common dolphin című angol Wikipédia-szócikk fordításán alapul.  Az eredeti cikk szerkesztőit annak laptörténete sorolja fel. Ez a jelzés csupán a megfogalmazás eredetét és a szerzői jogokat jelzi, nem szolgál a cikkben szereplő információk forrásmegjelöléseként.